# Julia Valle
Julia Valle (Aosta Italia, 26 de junio de 1847-Borgaro Torinese, 18 de diciembre de 1916). Monja y educadora italiana y beata católica con nombre de pila Magdalena Teresa Julia, y nombre religioso de "Nemesia" (en honor a una mártir del año 138, un mártir Nemesio en Alejandría en el siglo III y un mártir en Córdoba en el siglo IV), de las Hermanas de la Caridad de Santa Juana Antida Thouret. 

## Historia
Sus padres fueron Anselmo Valle y Cristina Dalbar; ella era la hermana mayor de Vincenzo, sin embargo, sus padres habían perdido dos hijos antes de su nacimiento. Bautizada, horas después de su nacimiento en la Iglesia de San Orso. Trabajó en la sombrerería de sus padres durante su infancia. Su madre murió cuando ella tenía cuatro años en 1851 y fue enviada a vivir con su abuelo paterno y una tía soltera, en Aosta y luego con parientes maternos en Donnas. Valle se preparaba para los sacramentos en casa de un sacerdote que era amigo cercano de sus familiares. 
Fue enviada a Francia a la edad de once años en 1858 donde estudió en Besançon para cursar los estudios de primaria en el convento de las Hermanas de la Caridad de Santa Juana Antida Thouret donde aprendió el idioma francés y el piano; estudió también los textos de Vicente de Paúl y Francisco de Sales; terminó y se fue en 1863 para regresar con su padre. Más tarde, su padre se volvió a casar y ella se fue con las monjas al convento de Pont-Saint-Martin donde Julia sintió un fuerte llamado a la vida religiosa y cuando su padre comenzó a concertarle un matrimonio, lo cual ella no quería decidió de una vez por todas seguir el camino de la religiosa y comenzó su noviciado en el convento de Santa Margarita de Vercelli el 8 de septiembre de 1866; su padre la acompañó allí. 
Concluyó sus estudios. y fue enviada al Instituto de San Vicente en 1866 en Tortona y enseñó estudios generales a niños y lengua francesa en el nivel secundario. Julia obtuvo su título de maestra el 29 de septiembre de 1867 e hizo sus votos en ese mismo momento; recibió su maestría en noviembre.  
Luego trabajó en el orfanato local y fue nombrada superiora de su casa en 1887. Como monja, continuó recordándose a sí misma: "¡Concéntrate en un único objetivo: ¡sólo Dios!" Cada día descubre aquello que debe perder o conquistar: “Jesús despójame de mi misma y, revísteme de Vos. Jesús por ti vivo, por ti muero…” es la oración que la acompañará a lo largo de su vida. Ayudó a Luigi Orione y también brindó refugio a Teresa Grillo Michel. 
En 1887 fue designada superiora de su comunidad, y ella lo entiende como un mayor servicio a Dios, fue asignada como maestra de novicias en Borgaro Torinese y pasó el resto de su vida allí, donde dirigió a 500 nuevas hermanas a la vida religiosa. Cuando partió de Torona hacia su nuevo destino, terminando ahí su etapa para iniciar con nueva tarea, partió a las 4:00 AM, donde les dejó un mensaje antes de su salida: "Me voy feliz... encomiendo a Nuestra Señora... te seguiré en cada momento del día". 
Durante la epidemia de cólera de 1890 abrió las puertas del instituto para atender a los enfermos. 
En el otoño de 1916 su salud sufrió un grave deterioro y decayó hasta el punto de que el 11 de diciembre contrajo una neumonía grave. Murió una semana después, el 18 de diciembre de 1916, a las 21:10 horas; la habitación se llenó de un dulce perfume de rosas y violetas cuando ella murió. Fue enterrada en la iglesia del instituto de Borgario Torinese.

## Beatificación
El proceso de beatificación se inició con un proceso arquidiocesano en Turín después de que la Congregación para las Causas de los Santos concediera su aprobación al inicio de la causa el 31 de julio de 1981. El inicio del proceso le otorgó el título póstumo de Sierva de Dios, la primera etapa en el proceso, y vio la finalización de dos procesos que tenían la tarea de investigar su vida y obra. Una vez finalizados ambos procesos, la postulación compiló la Positio (un gran expediente que consta de detalles biográficos que atestiguan los pros de su causa) en 1994 y lo envió a Roma para su propia investigación. 
Se convocó a una comisión histórica para garantizar que no hubiera barreras para el trámite de la causa y le otorgó su aprobación. Esto culminó el 5 de julio de 2002 cuando el Papa Juan Pablo II la proclamó Venerable al reconocer que Julia había vivido una vida cristiana modelo de virtud heroica. El milagro necesario para su beatificación fue investigado en su diócesis de origen y recibió la plena ratificación de Roma en 1997 antes de pasar a una serie de otras etapas necesarias para la investigación. El propio Papa aprobó la curación como un milagro el 20 de diciembre de 2003 y beatificó a Julia el 25 de abril de 2004. La actual postuladora asignada a la causa es sor Anna Antida Casolino. 